# 俄羅斯卡梅什基爾
俄罗斯卡梅什基尔（羅馬化：Russky Kameshkir）是俄罗斯奔萨州卡梅什基爾區的一个农村居民點及該區行政中心。2010年人口5,369；2002年人口5,376；1989年人口5,555。